# Погром у Львові (1918)

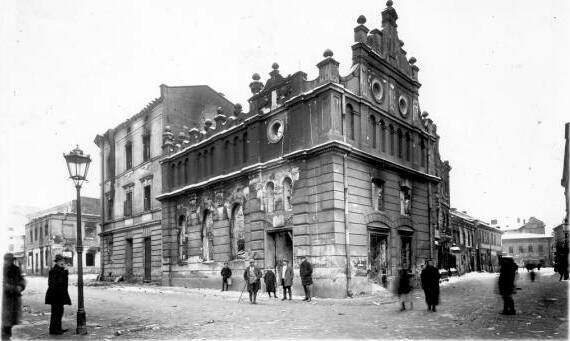
Єврейський квартал у Львові після погрому в листопаді 1918

Львівський погром — єврейський погром у Львові, вчинений 21—23 листопада 1918 року польськими вояками та цивільними після взяття Львова під час польсько-української війни. Причиною погромів була, попри проголошений нейтралітет, підтримка українців галицькими юдеями, а також антисемітська істерія, яка панувала у польській пресі напередодні і під час Першої світової війни.
Польські солдати разом зі злюмпенізованими бандитськими угрупованнями увірвалися у єврейську дільницю Львова, де спричинили масові фізичні насильства, грабунки та руйнації житлових і торгових приміщень. За три дні погрому, приблизно 50-150 євреїв було вбито і понад 400 поранено, постраждало близько семи тисяч родин. Мали місце також масове пограбування та мародерство. Під час пожежі у єврейському кварталі міста було спалено 3 синагоги і понад дві тисячі євреїв втратили житло. Польська влада зупинила погром лише через два дні після його початку. За свідченнями очевидців і жертв, погром був організований польським військовим керівництвом. Крім того, було вбито 270 християн (українців).

## Хронологія подій
Коли українське військо після тритижневих боїв із польськими підрозділами вночі з 21 на 22 листопада 1918 року покинуло Львів, його зайняли польські легіонери. Приблизно о 3:20 підрозділи поручника Романа Абрагама зайняли гауптвахту, Площу Ринок і ратушу. А вже о 5:30 польські військові увірвалися у єврейську дільницю Львова, яка охоплювала периметр вулиць Клепарівської, Ветеранів, Під Дубом, Панянської, Зборовських, Купільну, Замкову, Кляшторну, Підвальну, Собеського, Кароля Людвіга, Яґеллонську, Колонтая і Казимирівську, що замикає межі на перехресті з Клепарівською біля церкви Святої Анни.
На світанку 22 листопада оборонці Львова вирушили до центру міста. Напередодні до них долучились польські добровольці з Перемишля і Кракова, а разом з ними юрма поляків-львів'ян: жінки й чоловіки, люди прості й освічені, бідні й заможні, старі й молоді, містяни, залізничники, робітники, ремісники, крамарчуки, батяри, колишні австрійські та майбутні польські поліціянти, колишні австрійські та майбутні польські чиновники. Натовп зібрався на площі Ринок, де на ратуші вже майорів польський прапор. Його на вежі повісили поручник Абрагам та хорунжий Юзеф Мазановський, зірвавши український прапор, вивішений там 1 листопада 1918 року.
Перший удар погромники спрямували на ювелірну крамницю Ціпера, що було ідеальним детонатором погрому для з'юрмлених на Ринку львів'ян. Далі польські вояки вирушили на вулицю Краківську, де переважна більшість крамниць належала євреям, а звідти через Краківську площу і площу Ґолуховського до Замарстинова. Цивільні трималися позаду, просувавшись слідом за вояками, підстаршинами та офіцерами польського війська, які стріляли і грабували.
Представники єврейської громади Львова намагалися зупинити погром, який безкарно чинили оборонці Львова, польські легіонери і солдати Війська польського, переважна більшість яких була укомплектована вихідцями з Малопольщі та Великопольщі. Комісар Єврейської релігійної громади і радний (депутат) Львівської міської ради д-р Озія Васер разом з другим комісаром єврейської громади д-ром Емілем Парнасом вранці 22 листопада прийшли на прийом до командувача підкріплення польської армії генерала Болеслава Рої, який напередодні вночі з 21 на 22 листопада прибув до Львова і розмістився у будівлі Галицького намісництва. Він прийняв їх одразу, і вислухавши повідомлення, продиктував наказ запровадити у місті надзвичайний стан та військово-польові суди. Генерал вручив їм цей наказ і від свого імені велів передати його польському комендантові міста, який доти був командиром оборони Львова капітанові Чеславові Мончинському з розпорядженням негайно надрукувати й розмістити текст наказу в місті. До наказу він також додав лист Мончинському. Цим наказом № 1 генерал Роя також блискавично підвищив Мончинського у званні від капітана до підполковника. Чеслав Мончинський, будучи ендеком і ревним прихильником поглядів Романа Дмовського, відверто демонстрував свої антисемітські погляди у власній газеті Pobudka, яку почав видавати у листопаді під час польської-українських боїв і продовжив видавати як вісник польської комендатури Львова.
Комендатура міста знаходилась у будівлі колишнього командування австрійської армії на тодішній площі Смольки, 3. Васер і Парнас негайно вирушили фіакром до резиденції підполковника Чеслава Мончинського. Однак на авдієнцію їм довелося чекати кілька годин. У цей день у приймальні коменданта Львова очікували найвидатніші громадяни міста, щоб висловити свою вдячність оборонцям міста, чим у подальшому дуже хизувався Мончинський. Він прийняв їх приблизно о 15:00 і відреагував на наказ генерала Роя «дуже холодно й байдуже, а прочитавши, дуже обурився». Першого дня погрому Мончинський нічого не зробив, щоб його приборкати. На міських мурах не з'явилося оголошення про запровадження надзвичайного стану та військово-польових судів. Увечері того ж дня Васер знову звернувся до Мончинського, проте отримав від нього ухильну відповідь. Пізнього вечора до комендатури також приходили тодішній урядовий комісар (аналог міського голови) Львова д-р Владислав Стеслович разом з проф. Хламтачем і д-ром Шталем «з поданням щодо подій у Жовківській дільниці, просили віддати подальші чіткі накази, що комендант Мончинський пообіцяв нам зробити негайно». Проте протягом усього дня 22 листопада підполковник польського війська не побачив жодних пограбувань і погрому. Водночас наростання погрому 22 листопада бачив генерал Роя, який о 17:20 надіслав головнокомандувачу польських військ у Східній Галичині (армія «Схід») генералу Тадеушу Розвадовському й Окружному командуванню в Перемишлі та Військовому командуванню у Кракові депешу, в якій просив додаткових підрозділів піхоти та уланів, необхідних, щоб навести лад й забезпечити функціонування залізничної лінії до Львова.
Варшавське керівництво якоюсь мірою знало про погром у Львові завдяки інформації армійського командування. Генерал Болеслав Роя повідомив телеграфом генерала Тадеуша Розвадовського про події у Львові, а також, щоб навести лад та підтримати спокій у місті, на його думку, варто було залучити додаткові сили. Він намагався опанувати ситуацію у Львові, проте комендант міста Мончинський саботував накази Рої. Чеслав Мончинський стверджував, що 22 та 23 листопада 1918 року не було ніякого погрому, а він та його люди вели «подальшу реальну боротьбу проти ворога, стократ гіршого, ніж зовнішній», за визволення Львова.
На другий день погрому, у суботу 23 листопада приблизно об 11:00, під час чергового розпачливого візиту лідерів єврейської громади до Мончинського він відчув себе недостатньо пошанованим. Також до нього приходив відомий львівський фінансист, промисловець, палкий прихильник асиміляції польської єврейської громади і активний поборник незалежності Польщі Владислав Фельдштейн, який клопотав у нього про захист єврейської дільниці, де польські солдати підпалили синагогу Темпель на Старому Ринку. Тими днями погромники осквернили й підпалили також синагогу Бейт Хасидим на перехресті вулиць Божичної та Лазневої.
Натомість 23 листопада Мончинський видав та поширив власну відозву, яку розклеїли на мурах міста. Проте її текст виправдовував погром і заохочував польське населення Львова продовжувати його. Також відозва містила очевидну неправду про «розпорядження про запровадження військово-польових судів та негайні покарання». Напередодні Мончинський заблокував виконання цього наказу генерала Рої. Лише вранці у неділю 24 листопада 1918 року на мурах Львова було розвішано оголошення про впровадження військово-польових судів. Вони були надруковані 23 листопада, проте були датовані 22 листопада, коли генерал Роя видав відповідний наказ.
Початкова оцінка вивчення наслідків погрому встановила понад 150 жертв. Пізніше кількість смертей була скоригована і вже становила 73 осіб, з яких наймолодшій жертві було 11 років, а найстаршій — 80 років. Ще 372 євреї були серйозно поранені. Спалено понад 50 будинків, зокрема Стару синагогу на вулиці Божничій та синагогу «Хадашим» на вулиці Вугільній. Пограбовано щонайменше 3729[уточнити] будинків, магазинів та майстерень.
Було заарештовано близько 1600 осіб, яких підозрювали в участі у погромі. Більшість із них були звільнені незабаром після цього. У середині лютого 1919 року було висунуто звинувачення 79 підозрюваним, зокрема 46 жінкам і 8 польським військовим. За злочини було засуджено 44 особи до ув'язнення від 10 днів до 18 місяців. Троє учасників були засуджені до смертної кари за тяжкі злочини і страчені. За даними внутрішнього розслідування Єврейського комітету порятунку, яке вони провели паралельно з офіційним державним розслідуванням, більшість зґвалтувань, пограбувань та вбивств було здійснено невстановленими польськими солдатами.

## Замовчування причетності поляків
Наприкінці листопада 1918 року однією з найбільших для львівської влади та польського уряду виявилась семантична проблема. На їхню думку, використання львівськими євреями та іноземною пресою слова «погром» щодо подій у Львові 21-23 листопада, було безпідставним. І військова, і цивільна влада у Львові вирішили, що цього слова взагалі вживати не можна. Організованому у Львові єврейському комітетові заборонили використовувати цей термін у своїй назві. Львівська преса цим словом не послуговувалась, бо погромного злочину взагалі не помітила, а потім відмовлялася публікувати повідомлення єврейського комітету, якщо вони містили слово «погром». Проте заборону на використання слова «погром» неможливо було поширити поза межами Польщі й накинути її закордонній пресі та політикам.
Про львівський погром світова, а згодом і польська громадська думка довідалась завдяки статті під назвою «Der Pogrom in Lemberg. Von einem Augenzeugen» («Погром у Львові. Від очевидця») у віденській щоденній газеті Neue Freie Presse (NFP). Вона з'явилася у суботньому виданні 30 листопада 1918 року у рубриці «Фейлетон» під анонімним авторством і підписана літерами МВ (MW). Водночас польська преса у Львові та поза ним оплела погром цілковитою змовою мовчання, а частина її спробувала спотворити правду про нього, переважно звинувачуючи у цьому українське політичне керівництво Західноукраїнської Народної Республіки, соціальні низи і карнавальну юрбу. Більш того, 28 листопада 1918 року «Gazeta Lwowska» опублікувала відозву Тимчасового керівного комітету, яка заперечувала будь-який зв'язок між польською громадою Львова та погромом. Серед польської громадськості міста панувала антисемітська істерика, зневага до євреїв, звинувачення їх у співпраці з українцями і зраді поляків, а також лють з приводу політичних та громадських прав, які висувала єврейська громада до нової польської адміністрації Львова.
Непомітно пройшла публікація під назвою «В єврейській справі» львівського адвоката та лідера асиміляційного руху серед польських євреїв Тобіаша Ашкеназі (Ашкеназе), яка вийшла друком 24 листопада 1918 року у вечірньому виданні часопису Wiek Nowy. Лише 6 грудня Анджей Струґ у часописі Польської соціалістичної партії Robotnik опублікував на першій сторінці емоційну статтю під назвою «Львівський погром». Також пізніше у британській пресі було опубліковано ще дві статті про єврейські погроми у Польщі. Лондонський The Times 8 лютого 1919 року вмістив статтю Ісраеля Коена «Pogroms in Poland» («Погроми в Польщі»). Автор приїхав до Львова в січні 1919 року як посланець Всесвітньої сіоністської організації, щоб на місці дізнатися, що трапилось у листопаді 1918 року. Коен підготував власний звіт «A report on the pogroms in Poland» («Рапорт про погроми в Польщі»), частину якого становить опис львівського погрому. Та сама щоденна газета 24 травня 1919 року опублікувала лист Г. Н. Брейлсфорда про його поїздку до Польщі під назвою «Polish Pogroms» («Польські погроми»).
Публікацію в газеті Neue Freie Presse у Польщі негайно було визнано свідомою та продуманою антипольською змовою переможених центральних держав з метою перешкодити відновленню незалежності Польщі. Саме так польські дипломатичні служби достатньо успішно представили її іноземним посланникам. Тоді виникла стратегія уникнення польської відповідальності. Одним з її елементів була інформація, яку поширили поляки, начебто серед 1 600 затриманих учасників пограбувань у Львові 60 % становили українці, а 10 % — самі євреї.
Польський Львів одразу після погрому заходився працювати над захистом «незаплямованого риштунку польського вояка» та власної репутації. Це означало затирання погрому. Для цього була прийняла міська ухвала. Через два дні після закінчення погрому, у вівторок 26 листопада 1918 року, на засіданні Тимчасової міської ради проф. Максиміліан Туллі представив проект ухвали про приєднання Львова до Польської держави. З цієї причини засідання Ради бойкотували її українські представники. У четвертому пункті цієї ухвали зазначалося, що «Тимчасова міська рада урочисто заявляє, що польське суспільство не мало з цим насильством нічого спільного». Ухвала була прийнята одностайно. Годі було навіть уявити, що єврейські депутати не проголосують за приєднання Львова до Польщі. Водночас Туллі запропонував власний проект ухвали, щоб випередити і недопустити розгляду проєкту ухвали, яку підготував адвокат д-р Тобіаш Ашкеназі. У ньому мова йшла про гарантії безпеки львівських євреїв та відкидав виправдання погрому гаданими провинами євреїв у цьому, чим поляки часто виправдовували свій злочин проти єврейської громади Львова. Також проєкт містив звернення до Крайового уряду про надання фінансової підтримки жертвам погрому, проведення розслідування та покарання винуватців і створення тимчасового урядового органу, який би наглядав за виконанням цих вимог. Проте ухвалу Ашкеназі так і не допустили до голосування.
Перекладання відповідальності за події у єврейській дільниці Львова пролунало вже в інавгураційній промові міського голови Владислава Стесловича. Відкриваючи засідання, він заявив, що у погромі винні мародери та дезертири з австрійської та німецької армій, а також кримінальні злочинці, яких з в'язниць звільнили українці.
Тим часом польські дипломати в Парижі, Лондоні та США тривожно повідомляли Міністерству закордонних справ про хмари, що збираються над Польщею. Світом ширилася новина про величезний погром у Львові й тисячі загиблих. Водночас у листопаді 1918 року в Парижі Роман Дмовський анонсував Польський національний комітет під своїм головуванням для участі у Паризькій мирній конференції. Про його крайній антисемітизм добре знали європейські та американські політики, єврейська діаспора, які здебільшого походили зі Східної Європи й підтримували контакти зі своїми родичами на теренах колишньої Речі Посполитої. Постать Дмовського як головного переговорника на тлі надходження звісток про єврейські погроми у Львові не віщувала нічого доброго для переговорів, на яких мало обговорюватися питання майбутнього Польщі. Держави Антанти готувалися накреслити нові кордони, і відроджувана польська держава вела збройну й розпочала дипломатичну боротьбу за майбутні кордони Польщі, оскільки Великопольща та Сілезія все ще перебувала під владою Німецької імперії, тривали війна із Західноукраїнською Народною Республікою, прикордонні конфлікти з чехами й литовцями.

## Комісії з розслідування
Широкий міжнародний резонанс львівського погрому змусив польську владу провести розслідування. МЗС Польщі не мало жодної інформації з надійного джерела про фактичний перебіг подій у Львові та масштаби жертв, тому не могло підготуватися до спростування звинувачень із-за кордону. Влада у Варшаві не довіряла в цьому питанні львівському керівництву. У зв'язку з цим міністерство визнало за необхідне терміново перевірити повідомлення іноземної преси і скерувало до Львова двох представників. Це була перша з двох урядових комісій, які займалася вивченням питання єврейського погрому у Львові. Крім цього також було допущено дві іноземні комісії, які скерували уряди США та Великої Британії. Власну місцеву комісію сформувала єврейська громада Львова, яка була змушена працювати в умовах тиску та тотальної цензури зі сторони польської влади міста.

### Комісія МЗС Польщі
Комісія Міністерства закордонних справ Польщі була сформована у складі двох осіб — працівника міністерства д-р. Леона Хшановського і співробітника варшавського тижневика Izraelita (провідний друкований орган єврейського асиміляційного руху) Юзефа Васерцуґа. 17 грудня 1918 року вони підготували «Звіт делегації Міністерства закордонних справ Р. П. про антиєврейські виступи у Львові», який так і не був офіційно оприлюднений. Він вперше побачив світ лише у 1984 році, після того як проф. Єжи Томашевський знайшов його примірник в Архіві документів нового часу (Archiwum Akt Nowych) і опублікував з коротким науковим коментарем у вузькоспеціалізованому фаховому часописі «Przegląd Historyczny».
Цей звіт зменшив кількість встановлених загиблих до 150 осіб. Проте у ньому події однозначно названі погромом і підтверджено величезний масштаб злочинів, грабежів та руйнувань, а насамперед — участь польських військових і польського населення у цьому злочині. Автори звіту пояснювали створення єврейської поліції у місті необхідністю захистити єврейські помешкання і крамниці під час польсько-української війни. Критичним моментом, на думку комісії, стала стрілянина на вулиці Джерельній, Газовій та Під Дубом 17 листопада 1918 року. Згідно з їхнім звітом, єврейська міліція вирушила на відсіч польським бандитам, які там чинили безчинства. Під час сутички з ними міліціонери також обстріляли польський військовий патруль. Хшановський і Васерцуґ пишуть, що в погромі брали участь польські офіцери та солдати, а цивільна та військова влади Львова нехтували зверненнями євреїв. Рішення про запровадження військово-польвих судів було оприлюднено із значним запізненням, які зрештою хоч і припинили погром, але не зупинили пограбувань. Вони набули форм безугавних обшуків у єврейських домівках під виглядом пошуку зброї.
Представники МСЗ повернулися зі Львова 26 грудня 1918 року. Прибувши до Варшави, вони одразу дали пресконференцію, на якій виступив д-р Хшановський. Посланці не оприлюднили подальших висновків, навіть тих, які вони долучили до початкової версії конфіденційного звіту, що надіслало МЗС. Причина такої стриманості полягала в оголошенні про виїзд до Львова наступної комісії, цього разу за дорученням Міністерства юстиції. У січні 1919 року у Варшаві з'явилася брошура «Правда про львівський погром», автор представився на обкладинці коротким реченням «Написав Безсторонній».

### Надзвичайна урядова слідча комісія
Згодом польський уряд вирішив, що необхідно ще докладніше вивчити події у Львові. За постановою Ради міністрів від 16 грудня 1918 року було створено Надзвичайну урядову слідчу комісію, яка була уповноважена Міністерством юстиції та Міністерством військових справ. Головою комісії був суддя Верховного Суду, відомий польський юрист Зиґмунт Римович. Робота мала на меті визначити масштаб погрому, хоча у підсумковому звіті взагалі не вживається термін «погром». Остаточну польськомовну версію звіту Римовича польський уряд також не опублікував і його доля, так само як всіх зібраних документів та свідчень, невідома. Збереглася лише англомовна версія звіту, яка сьогодні зберігається в архіві Бібліотеки Конгресу США, завдяки тому, що вона у серпні 1919 року передавалася Генрі Морґентау під час його триденного візиту до Львова.
Урядова комісія прибула до Львова 2 січня 1919 року і працювала до березня 1919 року. У львівській польській, українській та єврейській пресі кілька разів з'являлися повідомлення про прибуття комісії, які закликали надати свідчення про події 22-23 листопада. Комісія приймала свідчення щодня від 11:00 до 13:00 у будівлі крайового суду на вулиці Баторія в кімнаті № 30. Щоб удосконалити збір свідчень і надати роботі методологічної точності, комісія випрацювала формуляр анкети із запитаннями, на які мали відповідати опитувані. За час своєї роботи було опитано майже 1000 осіб. Використовуючи слідство судді Римовича, польський Львів продовжував операцію затирання слідів погрому. Був опублікований курйозний у своїй щирості наказ № 52 коменданта Міської цивільної поліції Віта Сулімірського, одного з найближчих співробітників Чеслава Мончинського. Це був наказ-інструкція, як належить свідчити полякам. Винуватцями події у єврейській дільниці мали бути бандити, євреї та українці, а польських вояків євреї провокували, обстрілювали та мучили.

### Комісія уряду США
Прем'єр-міністр Польщі Ігнацій Падеревський усвідомлюючи, які катастрофічні наслідки для польських інтересів матимуть у Парижі поширювані на Заході звістки про нові вбивства євреїв у різних містах Польської Республіки (Вільнюсі, Ліді, Пінську, Мінську, Кольбушові, Ряшеві, Ченстохові) зважився на сміливий дипломатичний крок. Він через Державного секретаря США Роберта Лансінґа звернувся до президента Вудро Вільсона з проханням прислати до Польщі комісію, яка на місці перевірить правдивість звинувачень у єврейських погромах.
Комісія уряду США перебувала у Польщі від 13 липня до 13 вересня 1919 року. Її головою був Генрі Морґентау, а до її складу також входили генерал Едґар Джадвін та професор права Гомер Г. Джонсон. Комісія відвідала багато місць у Польщі і її робота закінчилась підготовкою двох звітів, оскільки Морґентау розсварився з іншими членами комісії. Автором першого, який датований 3 жовтня 1919 року, був сам Генрі Морґентау. Він дійшов висновку, що загальна кількість загиблих євреїв у різних місцях Польщі до серпня 1919 року становила майже 280 осіб. Авторами другого звіту, які дистанціювалися від висновків голови, були двоє інших членів комісії. Їхній звіт, в якому не використовували поняття «погром», датований 31 жовтня 1919 року. Це очевидний успіх польської дипломатії, якій вдалося спричинити радикальне розходження висновків.
Не останню роль у конфлікті в середині комісії відіграв викладач філософії, поліглот проф. Адам Жултовський, який за дорученням МЗС Польщі супроводжував комісію. В результаті він підготував власний «Звіт про роботу комісії Морґентау», в якому він беззастережно стверджував про семітську неприхильність євреїв до поляків. Жултовський у порозумінні з Джадвіном і таємно від Морґентау їздив до Вільнюса, звідки вони привезли кілька десятків сумнівних польських заяв, автори яких звинувачували євреїв у стрілянині у бік польського війська. Джадвін наполягав на долученні цих документів до звіту, проте Морґентау відмовився. Нелояльна поведінка Джадвіна та Джонса призвела до остаточного розколу в американській місії.

### Комісія уряду Великої Британії
Комісію уряду Великої Британії очолив політик, банкір та брат міністра внутрішніх справ Великої Британії лорд Стюарт Сем'юель, який був головою Ліги британських євреїв. Членом комісії також був британський чиновник капітан Пітер Райт. Комісія прибула до Польщі 18 вересня 1919 року. За дорученням МЗС Польщі її супроводжував Генрик Воловський.
Самюель покинув Польщу 6 грудня, підготувавши власний звіт, в якому використовується поняття «погром». На його думку загальна кількість загиблих євреїв у різних містах Польщі становила щонайменше 348 євреїв. На десять днів довше затримався Пітер Райт, який підготував окремий звіт, що виразно опонував звітові Сем'юела. За його оцінками незаконно убитих було не більше двохсот або трьохсот і він навіть висловив здивування такою незначною кількістю.

### Єврейський комітет порятунку жертв погромів
Для розслідування подій і надання допомоги постраждалим єврейська громада Львова створила власний «Єврейський комітет порятунку жертв погромів». Проте польська влада змусила комітет змінити назву, щоб вилучити з неї слово «погром», а натомість з'явилося слово «заворушення». Згодом назву знову змусили поміняти на «Єврейський рятівний комітет» пол. Żydowski Komitet Ratunkowy.
Свій звіт комітет оприлюднив під назвою «Lwów pod znakiem pogromów żydowskich» (укр. «Львів під знаком єврейських погромів»), проте частіше він фігурує під назвою «Dokumenty chwili» (укр. «Документи моменту»). Він був підготовлений на межі січня й лютого 1919 року. Авраам Інслер стверджує, що звіт налічував 156 сторінок машинописного тексту, який був надрукований лише у кількох примірниках. На титульній сторінці зазначено, що документ підготував та прокоментував Ж. Комрат (це псевдонім, в якому зашифрована скорочена назва Żydowski komitet ratunkowy).
«Документ моменту» складається з трьох частин і описує не лише погром 22-23 листопада, але також подальші випадки масового переслідування євреїв у Львові протягом наступних двох місяців. Перша частина називається «Львівський погром 22 та 23 листопада 1918 року» або «меморіал Ашкеназі» — це переважно матеріали, що зібрав єврейський комітет. Частина з них була передана комісії Хшановського та Васерцуґові 16 грудня 1918 року. Друга частина має назву «Період після погрому від 24 листопада до 31 грудня 1918 року», а третя — «Після 1 січня і до кінця січня 1919 року».